# 13-я армия (Япония)
13-я армия (яп. 第13軍) — воинское подразделение японской Императорской армии, действовавшее во время японо-китайской войны (1937—1945).
Сформирована 23 сентября 1939 года под командованием генерала Суэтака. Входила в состав Экспедиционной армии в Китае, её основной задачей были гарнизонная служба в Шанхае и прилегающих провинциях, формирования и обучения новых частей, а также борьба с партизанами (в том числе при содействии сил коллаборационистского реформированного правительства Китайской республики и его преемника, режима режима Ван Цзинвэя.
Позже армии было поручено воспрепятствовать возможным высадкам союзников в нижнем течении реки Янцзы районе (Восточный Китай).
13-я армия сдалась в Шанхае китайским гоминьдановским войскам после капитуляции Японии.